# Nef-Reaktion
Die Nef-Reaktion ist eine Namensreaktion in der organischen Chemie. Benannt wurde die Reaktion nach dem amerikanischen Chemiker John Ulric Nef (1862–1915). In der Nef-Reaktion wird ein primäres oder sekundäres Nitroalkan unter Säurekatalyse in das entsprechende Aldehyd oder Keton und Distickstoffmonoxid (N2O) umgewandelt.
John Ulric Nef entdeckte die Reaktion, als er 1894 das Natriumsalz des Nitroethans mit Schwefelsäure versetzte und mit einer Ausbeute von 85 bis 89 % Distickstoffmonoxid und mit 70 % Acetaldehyd erhielt. Ein Jahr vorher hatte aber Konowalow schon eine ähnliche Reaktion veröffentlicht. Er setzte dabei das Kaliumsalz von 1-Phenylnitroethan mit Schwefelsäure zu Acetophenon um.

## Reaktionsmechanismus
Das Nitroalkan 1 wird deprotoniert. Das entstehende Salz wird anschließend zum Nitronat 4 protoniert und eine weitere Protonierung zum Iminium-Ion 5 findet statt. Der nukleophile Angriff von Wasser an 5 und einer Deprotonierung ergibt nun das 1-Nitrosoalkanol 8, von dem man annimmt, dass es für die blaue Farbe der Reaktionslösung verantwortlich ist. Durch Umlagerung und Abspaltung entsteht das Endprodukt 9 sowie die Hyposalpetrige Säure. Diese wird abgespalten und zerfällt in Distickstoffmonoxid und Wasser.
Die Reaktion benötigt ein acides Wasserstoff in α-Stellung (also am Kohlenstoffatom an das die Nitrogruppe gebunden ist) und ist deshalb mit tertiären Nitro-Verbindungen nicht durchführbar.

## Anwendungsbeispiele
In der Kohlenhydratchemie wird die Nef-Reaktion manchmal zur Kettenverlängerung einer Aldose verwendet. Ein Beispiel ist die Isotopenmarkierung von 14C-D-Mannose und 14C-D-Glucose ausgehend von D-Arabinose und 14C-Nitromethan.

### Synthese von γ-Ketocarbonyl-Verbindungen
Die Reaktion wird auch manchmal in Kombination mit der Michael-Reaktion zur Synthese von γ-Ketocarbonyl-Verbindungen verwendet: